# Perrelas
Perrelas (llamada oficialmente Santa María de Perrelos) es una parroquia y un lugar del municipio español de Sarreaus, en la provincia de Orense, Galicia.

## Toponimia
La parroquia también es conocida por el nombre de Santa María de Perrelas.

## Historia
Hacia mediados del siglo XIX, la parroquia, ya por entonces perteneciente a Sarreaus, tenía contabilizada una población de doscientos habitantes. Aparece descrita en el duodécimo volumen del Diccionario geográfico-estadístico-histórico de España y sus posesiones de Ultramar de Pascual Madoz con las siguientes palabras:

PERRELOS (Santa Maria): felig. en la prov. y dióc. de Orense (6 leg.), part. jud. de Ginzo de Limia (1 1/4), ayunt. de Sarreaus (1/4): sit. al SE. de un monte, con buena ventilacion, y clima algo propenso á tercianas y pulmonías. Tiene 55 casas, y una igl. parr. (Santa Maria) servida por un cura de entrada y patronato laical. Tambien hay una ermita, dedicada á San Bartolomé en el centro del pueblo. Confina N. Bresmaos; E. Sarreaus; S. Villaseca, y O. Piñeira-Seca. El terreno es de buena calidad, y le fertiliza un arroyo que nace en Paradiña; en la parte montuosa se crian robles y castaños; hallándose en el cerro que por NO. domina al pueblo vestigios de una fortificacion ant., que se denomina Castro, ó c. de Armea. prod.: centeno, trigo, maiz, castañas, verza gallega, sandías, melones, manzanas, peras, guindas y otros frutas; hay ganado vacuno, lanar y de cerda; caza de perdices, liebres y conejos, y alguna pesca. comercio: se estrae ganado vacuno para Castilla y Portugal; centeno y trigo para Verin y Allariz. pobl.: 55 vec., 200 almas. contr.: con su ayunt. (V.).
(Madoz, 1849, p. 819)

## Organización territorial
La parroquia está formada por una entidad de población:
- Perrelos

## Demografía
Gráfica demográfica del lugar y parroquia de Perrelas según el INE español:
| Gráfica de evolución demográfica de Perrelas entre 2000 y 2023 |
|                                                                |
| Datos según el nomenclátor publicado por el INE.               |